# Gerson Freire
Gerson Bento Freire (São Paulo, 8 de novembro de 1972), professor acadêmico, teólogo, historiador, pastor, cantor e compositor brasileiro. Formado em teologia reformada pela Escola Superior de Teologia (EST), história pela Pontifícia Universidade Católica de Minas Gerais (PUC Minas), é especialista em Liderança pelo Instituto Haggai (Havaí - EUA), Mestre em Ciências da Religião pela PUC Minas e atualmente estudante de Direito pela Puc Minas.
Atualmente é CEO da Consultoria Portugal, empresa dedicada ao planejamento estratégico para internacionalização de projetos.

## Biografia
Gerson Bento Freire, nasceu em São Paulo capital do estado de São Paulo, mas logo se mudou com sua família para Belo Horizonte, onde morou até os doze anos, quando foram para Juiz de Fora. Ao voltar a Belo Horizonte, aos dezessete, converteu-se anos à fé protestante reformada e ingressou no curso de Teologia do Instituto Cristo Para as Nações, mas não concluiu o curso, contudo, tornou-se teólogo reformado neocalvinista pela Faculdade Escola Superior de Teologia São Leopoldo, uma universidade privada vinculada à Rede Sinodal de Educação e identificada com a Igreja Evangélica de Confissão Luterana no Brasil (IECLB), mais tarde cursou História pela PUC Minas (PUC-Minas). 
Em 2012 publicou com o sociólogo Cláudio Antônio Cardoso Leite um artigo na revista acadêmica "Teoria e Sociedade" da UFMG. Artigo que apresenta de forma objetiva o desenvolvimento do processo sócio religioso ocorrido na esfera protestante no Brasil a partir da década de 1970.
Em 2014, conclui mestrado em Ciências da Religião também pela PUC Minas(PUC-Minas).
Sempre usando a música nos cultos em que frequenta, foi em 1996 em que, após uma viagem aos Estados Unidos durante a Olimpíada de Atlanta, funda juntamente com outro amigo o "Ministério Clamor pelas Nações", que lhe proporcionou viajar pelo país e pelo exterior, no trabalho de evangelização musical. Em 2001 saiu desse, por discordar das práticas teológicas desse ministério e inicia o Ministério Geração Profética, o qual conduziu até 2007, quando o encerrou. Em 2002 através da AIM - Associação Internacional de Missões, com outros irmãos de fé, iniciou uma Igreja no bairro Buritis de Belo Horizonte, denominada Comunidade Cristã do Buritis. Em 2006 a Igreja foi encerrada e seus membros se tornaram parte da Igreja Presbiteriana Buritis, Igreja que pertence a confederação da IPB - Igreja Presbiteriana do Brasil.
Foi casado com Mônica Freire, com quem tem duas filhas chamadas Melissa e Daniella, porém o primeiro filho do casal morreu em face de um erro médico.
Fundou uma escola de treinamento musical em 2004, para treinamento de lideranças, junto ao "Ministério Asas de Adoração". Tornou-se, ainda um importante conferencista e pregador protestante, com trabalhos divulgados em diversos meios de mídia, voltado para o público protestante, contudo tem uma participação num CD do Ministério Adoração e Vida, o qual é católico.
Influenciado pelo trabalho de David Quilan, passou a utilizar a música nos ministérios pastorais, em 1998. Em 2001 o trabalho é reunido num CD, lançado neste ano, com o título "Ele Vem" em parceria com Judson de Oliveira. Com grande aceitação junto ao público evangélico do Brasil, foi o marco inicial de sucesso na carreira como cantor. Como compositor teve várias de suas músicas gravadas por outros artistas, inclusive pela Banda mineira Pato Fu no álbum Isopor.
Em 2004 seu CD "Coração de Filho" foi um dos 20 mais vendidos no Brasil, mas a pirataria musical terminou por fazer com que a empresa "Joy Music", a qual era responsável pela distribuição dos compact discs, montada pelo próprio Gerson, viesse a fechar em 2006. Nesse mesmo ano Gerson gravou seu CD "Intensidade", que apresenta um estilo mais voltado para o rock. Nesse mesmo ano foi convidado por Walmir Alencar, cantor católico carismático, para participar no CD "Abre os Céus", e gravou a canção "Brilhará", música essa que se tornou um sucesso no meio católico.
Em 2009, juntamente com Jorge Diniz, que também fora pastor da Comunidade Cristã do Buritis, Gerson foi ordenado como Reverendo da Igreja Presbiteriana Missional, instituição que se iniciou a partir da cisão da Igreja Presbiteriana Buritis, em Belo Horizonte. Em 2015 Gerson encerrou sua carreira como pastor ao imigrar para Portugal com sua família. Atualmente Gerson é CEO da empresa Consultoria Portugal.

### Discografia
- "Adorando ao Senhor, Profetizando ás Nações"- 1998
- "Ele Vem" - 2001
- "Geração Profética" - 2002
- "Coração de Filho" - 2004
- "Intensidade" - 2006

Além da discografia própria, tem participação em mais de 20 trabalhos de outros artistas Gospel. Entre seus CDs próprios, suas participações em outras obras e suas músicas regravadas por outros, Gerson Freire já vendeu mais de meio milhão de CDs. Isso em números oficiais, sem considerar a pirataria.